# Tasa global de fecundidad
La tasa global de fecundidad (TGF) es el número promedio de niños que nacerían de una mujer de una cohorte hipotética de mujeres que durante su vida fértil tuvieran sus hijos de acuerdo a las tasas de fecundidad por edad de un determinado período de estudio (normalmente de un año determinado) y no estuvieran expuestas a riesgos de mortalidad desde el nacimiento hasta el término del período fértil.

## Cálculo de la tasa global de fecundidad
Su cálculo se da por la suma de las tasas específicas de fecundidad por grupos quinquenales de edades de las mujeres entre 15 y 49 años, multiplicado por 5. Las tasas específicas se calculan haciendo el cociente entre el total de hijos tenidos por las mujeres de un grupo quinquenal y el total de mujeres de ese grupo de edades. Estos estudios transversales proporcionan una tasa global de fecundidad ideal (fecundidad de reemplazo) de 2,1 hijos por mujer que es el nivel establecido tradicionalmente como el mínimo requerido para asegurar el denominado nivel de reemplazo de una población.

### Nivel de reemplazo y tasa global de fecundidad
El nivel de reemplazo, sin embargo, se establece sobre el supuesto de que la población fuera muy estable y se alcanzara el mismo número de años vividos en cada generación -misma longevidad-; pero si la población de una generación disminuye el número de años vividos la tasa global de fecundidad y el consiguiente nivel de reemplazo debería ser superior para asegurar el nivel de reemplazo o, si la población aumenta el número de años vividos -la longevidad- la tasa global de fecundidad puede ser inferior y ser suficiente para mantener el nivel de reemplazo. Como señalan MacInnes y Pérez Díaz, se obtiene una reproducción similar teniendo muchos hijos que viven un promedio escaso de años o teniendo pocos hijos que viven largamente, la diferencia arroja niveles diferentes y cuantificables de lo que denomina eficiencia reproductiva de las reproducción de los años vividos, tasas de fecundidad por generación o tasas por generación -resultado de los denominados estudios longitudinales-.

### Valores de la tasa global de fecundidad
Los valores de la TGF en toda América han ido disminuyendo a lo largo del siglo XX, y se espera que lo sigan haciendo aunque a un ritmo desigual, en los países desarrollados y pobres. Una baja TGF (menor a 2,1 hijos por mujer) en los países ricos (en Europa, señala Massimo Livi Bacci, la reproducción biológica -es decir la natalidad- no llega al 1.4 hijos por mujer) podría suponer una disminución de la población si se produjera una estancamiento de la longevidad y una ausencia total de movimientos de población internacionales (migraciones). En el caso de los países de América Latina, la TGF es muy alta y la longevidad va en aumento por lo que la población total está aumentando tanto por la alta natalidad como la mejora en la longevidad.
La TGF varía por razones de índole cultural, económica y, también, política. En este último caso, las políticas de población son determinantes: de planes de salud y educación sexual tendientes a aumentar o disminuir los niveles de la TGF.
Como sucede con la mortalidad y la mortalidad infantil en los países pobres, la TGF es mayor en las zonas rurales que en las urbanas (hasta un 50 % más), debido fundamentalmente a las pautas culturales, aunque esta diferencia disminuye a medida que se elevan los niveles de desarrollo económico y educación. Esta disparidad entre las zonas urbanas y rurales también se registra en Canadá y los Estados Unidos (aunque en menor medida), a pesar de que está difundido en ambas áreas el uso de los anticonceptivos como forma de planificación familiar.